# أولاد سيدي عبد الحاكم
 أولاد سيدي عبد الحاكم (بالإنجليزية: OULAD SIDI ABDELHAKEM)‏ هي جماعة قروية تابعة لإقليم جرادة ضمن الجهة الشرقية بالمغرب. بلغ مجموع عدد سكان  أولاد سيدي عبد الحاكم حسب إحصاءات 2004 حوالي 2995 نسمة من بينهم 18 أجنبي يعيشون في 401 أسرة.

## إحصاء عام
| السنة | عدد السكان | عدد الأسر | عدد الأجانب |
| ----- | ---------- | --------- | ----------- |
| 1994  | 3001       | 399       | °°°°        |
| 2004  | 2995       | 401       | 18          |